# Tibubiyu
Tibubiyu is een bestuurslaag in het regentschap Tabanan van de provincie Bali, Indonesië. Tibubiyu telt 1442 inwoners (volkstelling 2010).